# ポール・シュレットアウネ
ポール・シュレットアウネ（Pål Sletaune, 1960年3月4日 - ）は、ノルウェーの映画監督である。オスロ出身。

## 人物
1997年に『ジャンク・メール』でアマンダ賞を受賞する。
『アメリカン・ビューティー』の監督にオファーされていたが、断っていた。

## 主なフィルモグラフィ
- Eating Out (1994) 短編、監督
- ジャンク・メール Budbringeren (1997) 監督・脚本
- Amatørene (2001) 監督・脚本・製作総指揮
- 隣人 ネクストドア Naboer (2005) 監督・脚本・製作
- チャイルドコール 呼声 The Monitor (2011) 監督・脚本